# Salaam Bombay!
Pour plus de détails, voir Fiche technique et Distribution.
Salaam Bombay! (सलाम बॉम्बे!) est un film dramatique britannico-franco-indien, réalisé par Mira Nair, sorti en 1988.
Le film parle du quotidien les enfants des rues à Bombay et aborde les sujets de la drogue, de la prostitution et du proxénétisme,, tout en offrant une vision de l'Inde peu connue des Occidentaux mais très réaliste cependant,,.
Il a été le second film indien à être nommé pour l'Oscar du meilleur film en langue étrangère.

## Synopsis
Krishna (Shafiq Syed) n'a que 10 ans lorsqu'il détruit par le feu une petite moto que son frère répare. Pour le punir, sa mère le bannit et le confie à un directeur de cirque. Il ne pourra revenir dans sa famille pour rembourser son frère que lorsqu'il aura économisé 500 roupies. Un jour, il est abandonné par le directeur de cirque qui l'a envoyé faire une course au village voisin. Krishna n'a plus qu'une solution : se débrouiller seul pour pouvoir retourner dans son village, une fois fortune faite.
Arrivé à Bombay, il se fait embaucher comme vendeur de thé ambulant (chai-wâlâ). Peu à peu, il parvient à se faire accepter par les enfants des rues et devient l'ami de Chillum (Raghuvir Yadav), un dealer au service de Baba, le proxénète du quartier. Il est aussi très proche de la petite Manju (Hansa Vithal) dont la mère, Rekha (Aneeta Kanwar), est une prostituée abusée par Baba. Krishna s'éprend d'une jeune vierge de 16 ans, Solasaal (Chanda Sharma), qu'un enlèvement a conduite du Népal dans le bordel voisin qui s'apprête à la vendre au plus offrant. Avec Manju et ses copains, il se laisse entraîner dans quelques mauvais coups ou chaparde pour faire des cadeaux à Solassal ou pour soigner Chillum qui abuse de hashisch.
Son patron le renvoie en ne lui payant que la moitié de la somme dont il a besoin pour rentrer au village. Il cache ses 250 roupies dans la cachette que lui a indiquée Chillum. Il aide Chillum à trouver de l'argent pour se droguer. Mais, plus tard, Chillum meurt d'avoir trop fumé. Il découvre alors que celui-ci lui a volé son argent. Avec Manju et leurs amis, il se transforme, pour un soir, en serveur dans une noce. Au retour, en pleine nuit, ils sont interpellés par une patrouille de flics véreux qui les dépouillent de leur maigre gain (quelques samosas et un peu d'argent) et les expédient dans deux prisons distinctes, une pour les filles, une pour les garçons.
Si Manju semble condamnée, compte tenu du passé de sa mère, à y être élevée jusqu'à sa majorité, Krishna n'a que la solution d'une évasion risquée lorsqu'il constate que ses codétenus deviennent fous ou violents. Krishna retourne chez Baba alors que Rekha, désespérée de n'avoir pu récupérer sa fille, quitte le proxénète. Il arrive à l'aider dans sa fuite en poignardant Baba, se vengeant ainsi de la vente de Solasaal. Mais ils sont séparés par la foule exaltée d'une fête religieuse dédiée à Ganesh, le dieu à tête d'éléphant. À nouveau seul et sans le sou, Krishna pleure...

## Fiche technique
Sauf indication contraire, les informations mentionnées dans cette section peuvent être confirmées par la base de données cinématographiques IMDb,  présente dans la section « Liens externes ».
- Titre : Salaam Bombay!
- Titre original : सलाम बॉम्बे! (Salām bŏmbē!)
- Réalisation : Mira Nair
- Scénario : Mira Nair, Sooni Taraporevala
- Dialogues : Hriday Lani
- Direction artistique : Nitin Chandrakant Desai, Nitish Roy
- Décors : Mitch Epstein
- Costumes : Deepa Kakkar
- Photographie : Sandi Sissel
- Montage : Barry Alexander Brown
- Musique : L. Subramaniam
- Production : Mira Nair
- Sociétés de production : Cadrage, Channel Four Films, Doordarshan, Forum Films, La Sept Cinéma, Mirabai Films, National Film Development Corporation of India (NFDC)
- Sociétés de distribution : Alliance, Alliance Releasing Home Video, MCA Home Video, Tamasa Distribution, Cinecom Pictures, 20th Century Fox Home Entertainment, MGM Home Entertainment, Virgin Vision, Manuel Salvador
- Pays d'origine :  Inde,  France,  Royaume-Uni
- Langue : Hindi, anglais
- Format : Couleurs - 1,85:1 - DTS / Stereo / SDDS - 35 mm
- Genre : drame, policier
- Durée : 113 minutes (1 h 53)
- Dates de sortie en salles :
  -  France : 24 août 1988
  -  Royaume-Uni : 9 octobre 2015

## Distribution
- Shafiq Syed : Krishna/"Chaipau"
- Hansa Vithal : Manju
- Nana Patekar (VF : Med Hondo) :  Baba
- Raghuvir Yadav : Chillum
- Chanda Sharma : Solasaal
- Aneeta Kanwar : Rekha, la mère de Manju
- Raju Barnad : Keera
- Chandrashekhar Naidu : Chungal
- Sarfuddin Quarrassi : Koyla
- Mohanraj Babu : Salim

## Autour du film[6]

### Anecdotes
- Salaam Bombay! est le premier long métrage de Mira Nair.
- Tous les enfants qui jouent dans Salaam Bombay sont des enfants des rues.
- 80 % des scènes du film furent tournées dans les rues de Bombay.
- Salaam Bombay! fut le troisième film indien à être nommé aux Oscars du cinéma, les autres étant Mother India et Lagaan[7],[8].
- À la suite du film, la réalisatrice et l'équipe du tournage ont créé la fondation Salaam Baalak, une ONG qui aide les enfants abandonnés. Aujourd'hui, une vingtaine de centres existent et accueille plus de 57 000 enfans à travers l'Inde.

### Critiques
En regard du box-office, Salaam Bombay! a reçu des critiques positives. Il obtient une popularité de 92 % sur Rotten Tomatoes, sur la base de 26 critiques collectées. Sur Metacritic, il obtient une note favorable de 78/100, sur la base de quatre critiques collectées, ce qui lui permet d'obtenir le label « Avis généralement favorables ».
Salaam Bombay! fait également partie de la liste des 1 000 meilleurs films jamais fait par le New York Times en 2011.

## Distinctions
| Année | Distinction                          | Catégorie                             | Nom             | Résultat   |
| ----- | ------------------------------------ | ------------------------------------- | --------------- | ---------- |
| 1988  | Festival de Cannes                   | Caméra d'or                           | Mira Nair       | Lauréat    |
| 1988  | Los Angeles Film Critics Association | Prix New Generation Award             | Mira Nair       | Lauréat    |
| 1988  | Los Angeles Film Critics Association | Meilleur film en langue étrangère     | Mira Nair       | Nomination |
| 1989  | César du cinéma                      | Meilleur film étranger                | Salaam Bombay ! | Nomination |
| 1989  | Golden Globes                        | Meilleur film en langue étrangère     | Salaam Bombay ! | Nomination |
| 1989  | Oscars du cinéma                     | Meilleur film en langue étrangère     | Salaam Bombay ! | Nomination |
| 1990  | BAFTA Awards                         | Meilleur film en langue étrangère     | Mira Nair       | Nomination |
| 1990  | Filmfare Awards                      | Meilleur film                         | Mira Nair       | Nomination |
| 1990  | Filmfare Awards                      | Meilleur réalisateur                  | Mira Nair       | Nomination |
| 1990  | Filmfare Awards                      | Meilleure actrice dans un second rôle | Anita Kanwar    | Nomination |